# Falcon: The Renegade Lord
Falcon: The Renegade Lord is een computerspel dat werd ontwikkeld en uitgegeven door Virgin Games. Het spel kwam in 1987 uit voor verschillende platforms.